# Demain ne meurt jamais (bande originale)
Albums de David Arnold
Une vie moins ordinaire
(1997) Godzilla
(1998)
Bandes originales James Bond
GoldenEye
(1995) Le monde ne suffit pas
(1999)
La bande originale du film Demain ne meurt jamais, le 18e James Bond, a été mise en vente par A&M Records le 27 novembre 1997. Une réédition a été publiée le 11 janvier 2000 par Gold Circle. La musique est composée par David Arnold. C'est la première bande originale de la série des James Bond composée par David Arnold, qui succède à Éric Serra, compositeur de la musique de GoldenEye.

## Développement
Le thème musical a été choisi par voie de concours. Il y avait environ douze soumissions ; y compris des chansons de Swan Lee, Pulp, Saint Etienne, Marc Almond, Sheryl Crow et David Arnold. Le morceau d'Arnold Tomorrow Never Dies, chantée par k.d. lang, a été choisie comme chanson officielle, et Arnold nommé compositeur principal de la partition du film. Peu de temps avant la sortie du film, les producteurs ont remplacé le thème de lang par Sheryl Crow, le thème d'Arnold était ré-intitulé Surrender et transféré dans le générique de fin. Cependant, ce n'est pas la première fois que cela se produit : c'était arrivé pour la musique thème d'Opération Tonnerre trois décennies plus tôt.
La version DVD du film a une version qui permet au spectateur de regarder le film avec juste la musique de fond.
L'enregistrement de la bande-son du film n'avait pas été achevée lors de la sortie du premier album c'est pourquoi le 11 janvier 2000 Gold Circle et Chapter III ont décidé de le rééditer. Dans ce nouvel album, les chansons "The World Is Not Enough" de Sheryl Crow, "Surrender" de K.D. Lang et "James Bond Theme (Moby's Re-Version)"  de Moby ont été retirés ainsi que le morceau "Station Break" de David Arnold. À la fin de la réédition, on trouve une interview exclusive de David Arnold.

## Titres

### Édition 1997
| 1.    | Tomorrow Never Dies - Sheryl Crow               | 5:17 |
| 2.    | White Knight                                    | 8:30 |
| 3.    | The Sinking of the Devonshire                   | 7:07 |
| 4.    | Company Car                                     | 3:08 |
| 5.    | Station Break                                   | 3:30 |
| 6.    | Paris and Bond                                  | 1:55 |
| 7.    | The Last Goodbye                                | 1:34 |
| 8.    | Hamburg Break In                                | 2:52 |
| 9.    | Hamburg Break Out                               | 1:26 |
| 10.   | Doctor Kaufman                                  | 2:26 |
| 11.   | Three Send                                      | 1:17 |
| 12.   | Underwater Discovery                            | 3:37 |
| 13.   | Backseat Driver - David Arnold & Propellerheads | 4:37 |
| 14.   | Surrender - k.d. lang                           | 3:56 |
| 15.   | James Bond Theme - Moby's Re-Version            | 3:12 |
| 52:54 |                                                 |      |

### Édition 2000
| 1.    | White Knight                     | 8:29  |
| 2.    | Sinking of the Devonshire        | 7:06  |
| 3.    | Company Car                      | 3:07  |
| 4.    | Paris And Bond                   | 1:55  |
| 5.    | Last Goodbye                     | 1:33  |
| 6.    | Hamburg Break In                 | 2:53  |
| 7.    | Hamburg Break Out                | 1:24  |
| 8.    | Doctor Kaufman                   | 2:27  |
| 9.    | Three Send                       | 1:15  |
| 10.   | Backseat Driver                  | 4:34  |
| 11.   | Underwater Discovery             | 3:36  |
| 12.   | Helicopter Ride                  | 1:34  |
| 13.   | Bike Chase                       | 6:44  |
| 14.   | Bike Shop Fight                  | 2:42  |
| 15.   | Kowloon Bay                      | 2:27  |
| 16.   | Boarding the Stealth             | 4:38  |
| 17.   | A Tricky Spot for 007            | 2:48  |
| 18.   | All in a Day's Work              | 5:09  |
| 19.   | Exclusive David Arnold Interview | 11:02 |
| 75:37 |                                  |       |